# Toroide

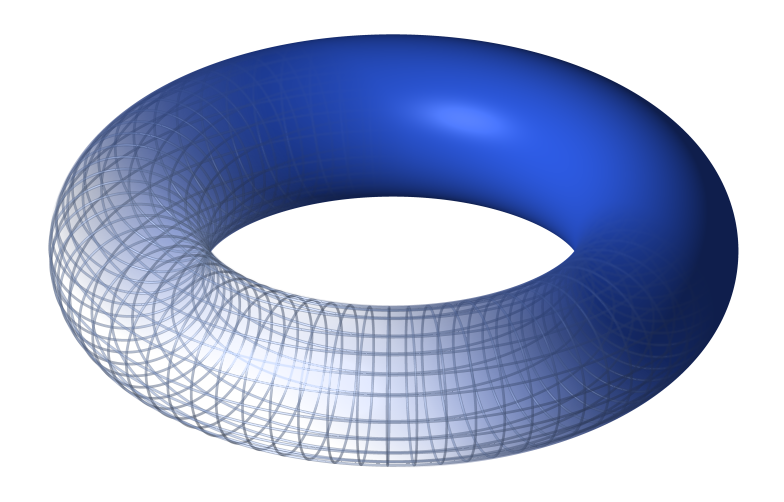
Un toroide

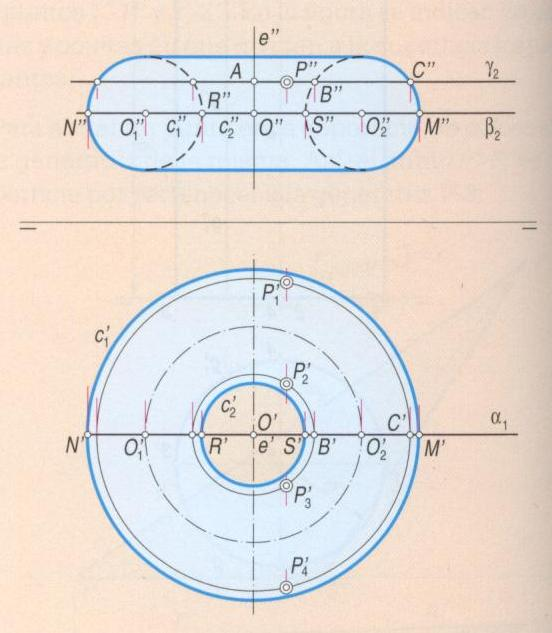
Representació dièdrica d'un toroide

Un toroide és una forma geomètrica tridimensional generada per extrusió en traslladar el centre d'un cercle al llarg d'una trajectòria corba tancada (una el·lipse o una circumferència) situat en el seu mateix pla. Es tracta doncs d'una superfície de revolució quàdrica, generada per una circumferència que gira al voltant d'un punt del mateix pla del seu eix de gir. Els donuts i els pneumàtics, per exemple, tenen forma de toroide, i concretament de tor, que és el cas particular al qual la corba tancada és una circumferència.

## Area i volum
L'àrea és: 
{\displaystyle {A}_{Lateral}=4\cdot \pi ^{2}\cdot k\cdot r}
El volum és: 
{\displaystyle {V}=2\cdot \pi ^{2}\cdot k\cdot r^{2}}
on {\displaystyle r} és el radi del cercle rotat i {\displaystyle k} és la longitud entre el cercle i el seu eix de rotació.

## Electrònica
Un toroide és un nucli magnètic circular fet de pols de ferro, al voltant del qual s'enrotlla un filferro per produir un inductor. Les espirals toroïdals es poden usar en una àmplia gamma d'aplicacions, com bobines d'alta freqüència i transformadors.
Els inductors toroïdals poden tenir un factor Q més gran, una inductància major, i poden transportar més corrent que bobines solenoides. Això és degut al menor nombre d'espires (voltes) que calen a les bobines amb nuclis amb material d'alta permeabilitat magnètica, la qual cosa redueix la resistència.
El flux magnètic en un toroide està confinat en el nucli, evitant així que l'energia sigui absorbida per altres objectes.